# Synagoga w Kłodzku (pl. Chrobrego)
Synagoga w Kłodzku – dom modlitwy gminy żydowskiej, znajdujący się w Kłodzku, w jednym z pomieszczeń kamienicy przy placu Bolesława Chrobrego 33.
Dom modlitwy został założony w 1946 roku zaraz po utworzeniu Kongregacji Wyznania Mojżeszowego w Kłodzku. W późniejszym okresie został przeniesiony do narożnego budynku w rynku, u zbiegu ulic Wita Stwosza i Wodnej.